# Mark Whitaker Izard

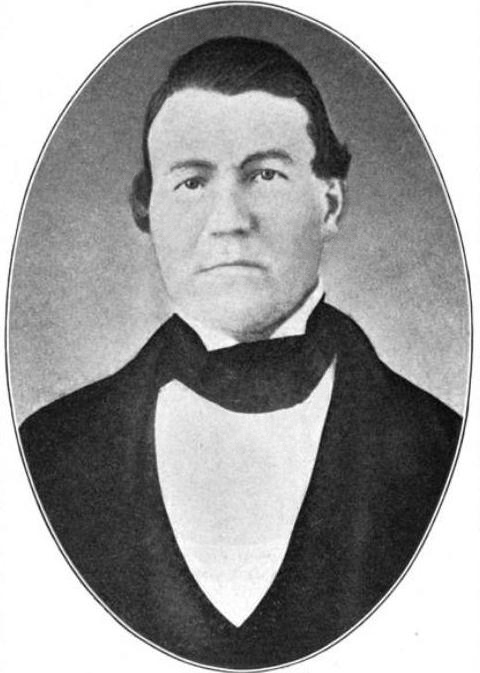
Mark Whitaker Izard

Mark Whitaker Izard (ur. 25 grudnia 1799 - zm. w 1866) – polityk z Arkansas. Należał do Partii Demokratycznej. Członek stanowego senatu jak i stanowej izby reprezentantów. Uczestniczył w pracach na konstytucją Arkansas w 1836 r. W latach 1855–1857 gubernator Terytorium Nebraski.